# Carlos Aguiar Retes
Carlos Aguiar Retes (Tepic, 9 de janeiro de  1950) é um cardeal católico mexicano, arcebispo da Cidade do México e Primaz do México.

## Biografia
De 1961 a 1969 cursou a faculdade de Filosofia no Seminário de Tepic e a faculdade de Teologia, primeiramente no Seminário de Montezuma nos Estados Unidos, de 1969 a 1972 e posteriormente no Seminário de Tula, Hidalgo, de 1972 a 1973.
Recebeu a ordenação presbiteral no dia 22 de abril de 1973 na Catedral de Tepic. De 1973 a 1974 foi vigário da Paróquia Santa Maria Goretti, depois foi enviado à Roma como aluno do Pontifício Colégio Pio Latino-americano, neste período, de 1974 a 1977, obteve o Mestrado em Sagradas Escrituras no Pontifício Instituto Bíblico de Roma. Voltando ao México, de 1979 a 1991 foi reitor do Seminário de Tepic, durante o tempo em que foi reitor foi presidente da Organização dos Seminários Mexicanos, de 1986 até 1990.
Em 1991 retornou à Roma, onde no dia 7 de junho de 1996 obteve o Doutorado em Teologia Bíblica na Pontifícia Universidade Gregoriana. De 1992 a 1993 fez parte de uma equipe de biblistas que prepararam a Edição da Bíblia da América. Entre os anos de 1996 e 1997 foi professor de Sagradas Escrituras na Pontifícia Universidade Católica do México, e reitor da Casa João XXIII para os sacerdotes da mesma universidade.
No dia 28 de maio de 1997, o Papa João Paulo II o nomeou como terceiro bispo de Texcoco. No dia 29 de junho de 1997, foi ordenado bispo pelo Cardeal Adolfo Antonio Suárez Rivera, Dom Magín Camerino Torreblanca Reyes e de Dom Alfonso Humberto Robles Cota.
Aos 25 de maio de 2000 foi nomeado pela presidência do CELAM, como seu secretário-geral, para o período da presidência: 1999-2003. Ocupou o cargo, um ano depois do início da presidência, em substituição a Dom Felipe Arizmendi. No dia 15 de maio de 2003 foi nomeado primeiro vice-presidente do CELAM durante a 29ª Assembleia Ordinária realizada no Paraguai.
De 2004 a 2006 foi secretário-geral da Conferência do Episcopado Mexicano. De 2007 a 2009 foi eleito Presidente da mesma conferência episcopal. No dia 8 de março de 2007 o Papa Bento XVI o nomeou membro do Pontifício Conselho para o Diálogo Inter-Religioso. De 2003 a 2007 foi presidente do observatório pastoral do CELAM.
Em maio de 2007 foi membro da Quinta Conferência Geral do Episcopado Latino-americano e Caribenho, na cidade de Aparecida do Norte, sendo que no dia 28 de maio de 2007 presidiu uma das missas da conferência no Santuário Nacional de Aparecida.
Durante a 31ª Assembleia Ordinária do CELAM foi nomeado Presidente do Departamento de Comunicação Eclesial e Diálogo, para o período de 2001 a 2007. No dia 5 de fevereiro de 2009 o Papa Bento XVI o nomeou arcebispo de Tlalnepantla, México. Na Assembleia Plenária dos bispos mexicanos foi reeleito Presidente da Conferência Episcopal Mexicana para o período 2009 a 2012.
Durante a 33ª Assembleia Ordinária dos Bispos Latino-americanos, na cidade de Montevideo foi eleito Presidente do CELAM, no dia 18 de maio de 2011.
No dia 18 de setembro de 2012 foi nomeado pelo Papa Bento XVI como Padre Sinodal da 13ª Assembleia Geral Ordinária do Sínodo dos Bispos relizado no Vaticano de 7 a 28 de outubro de 2012.
Em 9 de outubro de 2016, o Papa Francisco anunciou a sua criação como cardeal no Consistório de 19 de novembro, quando recebeu o barrete vermelho e o título de cardeal-presbítero de Santos Fabiano e Venâncio na Villa Fiorelli.
Em 7 de dezembro de 2017, o Papa o nomeou Arcebispo da Cidade do México, fazendo sua entrada solene em 5 de fevereiro de 2018.
Em 29 de setembro de 2021, foi nomeado como membro da Congregação para a Educação Católica.

## Ordenações episcopais
Dom Carlos presidiu a ordenação episcopal de:
- Luis Artemio Flores Calzada (2003)
- Víctor René Rodríguez Gómez (2006)
- Guillermo Francisco Escobar Galicia (2009)
- Efraín Mendoza Cruz (2011)
- Jorge Cuapio Bautista (2015)
- Salvador González Morales (2019)
- Carlos Enrique Samaniego López (2019)
- Luis Manuel Pérez Raygoza (2020)
- Héctor Mario Pérez Villarreal (2020)
- Francisco Daniel Rivera Sánchez, M.Sp.S. (2020)

Dom Carlos foi concelebrante da ordenação episcopal de:
- Juan Manuel Mancilla Sánchez (2001)
- Sigifredo Noriega Barceló (2007)
- Juan Humberto Gutiérrez Valencia (2008)
- José Francisco González González (2008)
- Florencio Armando Colín Cruz (2009)
- Jesús Antonio Lerma Nolasco (2009)
- Dagoberto Sosa Arriaga (2011)
- Eugenio Andrés Lira Rugarcía (2011)
- Francisco González Ramos (2014)